# Kaiserstöckl

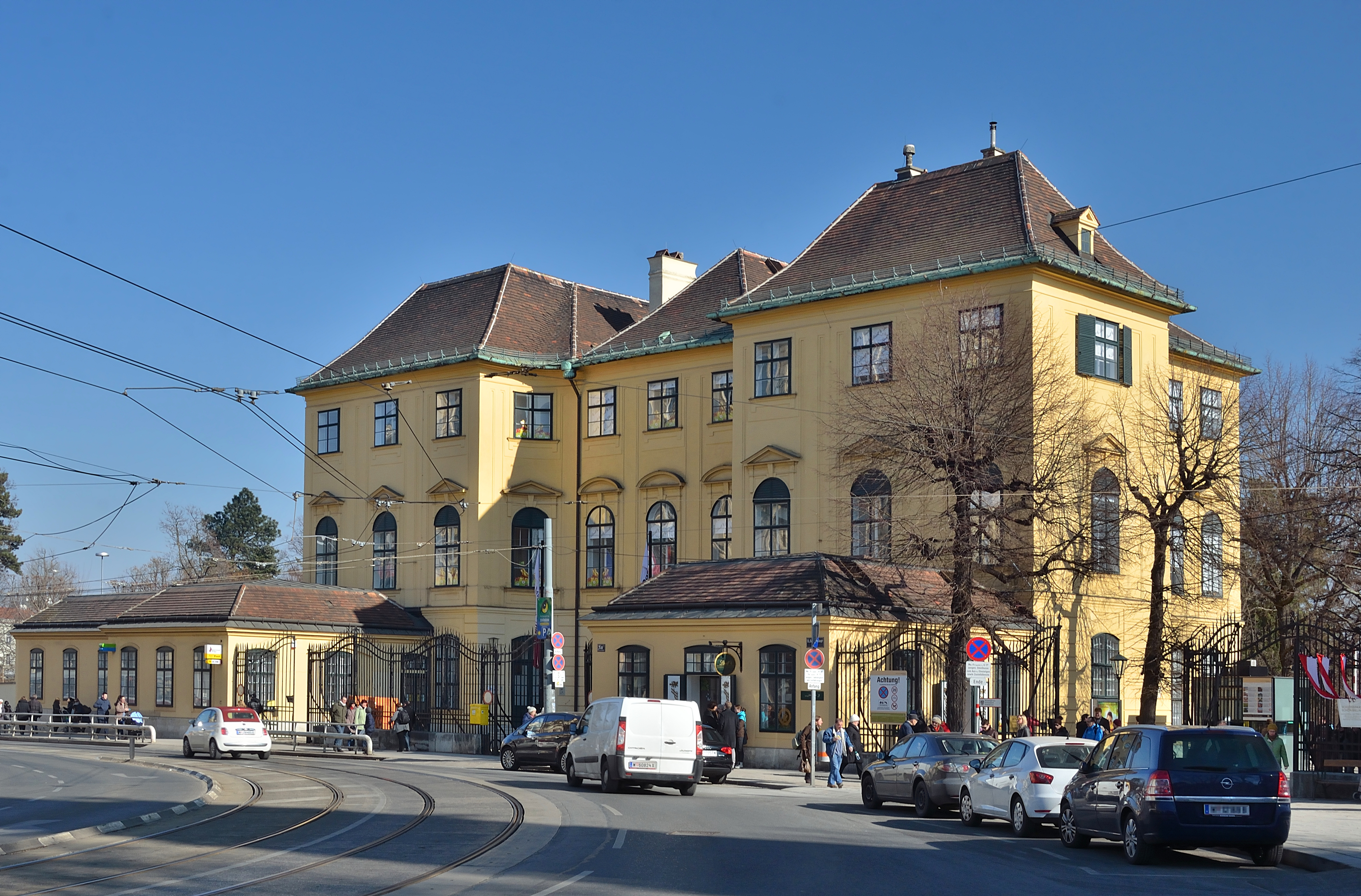
Das Kaiserstöckl (2015)

Das Kaiserstöckl ist ein herrenhausartiges Gebäude an der Hietzinger Hauptstraße im 13. Wiener Gemeindebezirk Hietzing. Als Teil der Gesamtanlage Schloss Schönbrunn steht das als Büro- und Geschäftshaus genutzte Stöckl unter Denkmalschutz.

## Lage und Architektur
Das Kaiserstöckl steht an der Hietzinger Hauptstraße 1A in der Nordwestecke des Schönbrunner Schlossparks neben dem Parkzugang Hietzinger Tor und gegenüber dem Parkhotel Schönbrunn. Die Entfernung zum Schloss Schönbrunn beträgt 700 Meter.
Das dreigeschoßige Barockgebäude weist durch die nach der Straßenseite über eine Rundung quasi als eigenständige Baukörper stark hervortretenden Seitenrisalite eine Dreiteilung auf. Zusammen mit den seitlichen, eingeschoßigen Vorbauten wird ein kleiner Ehrenhof gebildet. Nach der Parkseite tritt ein Mittelrisalit leicht hervor. Hier ist ein Balkon auf vier mächtigen Konsolen angebracht. Das Gebäude hat in der Längsfront elf Fensterachsen, nach der Seite fünf. Die erste Etage weist durchgehend große Rundbogenfenster mit Dreiecks- und Rundgiebelverdachungen auf. Die Gebäudeteile tragen Walmdächer. Aus der Entstehungszeit erhalten sind umfangreiche Stuckausstattungen an den Wänden und Decken der Räume.

## Geschichte
Maria Theresia kaufte 1751 die alte Schleifmühle am Ortseingang von Hietzing in Sichtweite der Wallfahrtskirche Maria Hietzing. Nach dem Abriss der Mühle ließ sie ab 1754 für ihren Leibarzt Gerard van Swieten ein Palais errichten. Nach dessen Tod diente es als Herberge für Minister und Staatsgäste, darunter Staatskanzler Graf Kaunitz, Fürst Metternich und Otto von Bismarck.
Im August 1833 wurde Carola von Wasa-Holstein-Gottorp, die spätere Gemahlin des sächsischen Königs Albert I. und damit Königin von Sachsen, im Kaiserstöckl geboren.
Anfang des 20. Jahrhunderts residierte im nunmehr „Gartendirektorstöckl“ genannten Gebäude der Schönbrunner Parkdirektor. 1919 wurden seine Räume durch Arbeiterräte mit Gewalt beschlagnahmt, um den Hietzinger Bezirksarbeiterrat dort unterzubringen. Die gerichtliche Wiederfreigabe dauerte fünf Jahre. Ende der 1920er Jahre zog das Hietzinger Postamt in den Flachbau am Kaiserstöckl ein und befindet sich noch heute darin. Im zweiten Flachbau und weiteren Räumen ist eine Niederlassung eines Schweizer Schokoladenherstellers beheimatet.
Das Gebäude des Kaiserstöckls ist nahezu im Originalzustand erhalten. Die Vorbauten entstanden um 1810. Nach einem geringfügigen Umbau 1820 erfolgte eine Restaurierung in den 1990er-Jahren. Von 2011 bis 2013 fand eine Generalsanierung „unter dem Aspekt der größtmöglichen Berücksichtigung der Originalsubstanz“ statt.